# Stéphane Heulot
Stéphane Heulot (* 20. September 1971 in Rennes, Frankreich) ist ein französischer Radsportmanager und ehemaliger Radrennfahrer.

## Sportliche Laufbahn
Stéphane Heulot war von 1991 bis 2002 als Berufs-Radrennfahrer aktiv. Im ersten Jahr als Profi gewann er die Tour de Romandie. Im Jahr darauf entschied er jeweils eine Etappe von Paris–Nizza und von Étoile de Bessèges für sich.
1996 startete Heulot erstmals bei der Tour de France und trug drei Tage lang das Maillot Jaune des Gesamtführenden, ohne eine Etappe zu gewinnen; zudem konnte er die Rundfahrt nicht beenden. Ebenfalls 1996 wurde er französischer Straßenmeister. 2002 beendete er seine aktive Radsportlaufbahn.

## Berufliches
Ende 2008 gründete Heulot das Team Besson Chaussures-Sojasun und managte dieses bis 2013. 2019 wurde er Europa-Manager des Teams Rally UHC Cycling.

## Erfolge
1991
- Tour de Romandie

1992
- eine Etappe Paris–Nizza
- eine Etappe Étoile de Bessèges

1993
- eine Etappe Tour de l’Avenir

1994
- Gesamtwertung Circuit Cycliste Sarthe

1996
- Trophée des Grimpeurs
- Cholet - Pays De Loire
- Französischer Meister – Straßenrennen

1998
- La Poly Normande

1999
- Gesamtwertung und eine Etappe Tour du Limousin
- Bol d’or des Monédières

## Grand-Tour-Platzierungen
| Grand Tour            | 1994 | 1995 | 1996 | 1997 | 1998 | 1999 | 2000 | 2001 | 2002 |
| --------------------- | ---- | ---- | ---- | ---- | ---- | ---- | ---- | ---- | ---- |
| Giro d’ItaliaGiro     | 65   | –    | –    | –    | –    | –    | –    | –    | –    |
| Tour de FranceTour    | –    | –    | DNF  | 20   | 13   | 14   | DNF  | 40   | –    |
| Vuelta a EspañaVuelta | –    | –    | –    | –    | –    | –    | –    | –    | DNF  |

## Teams
- 1992 R.M.O.
- 1994–1995 Banesto
- 1996 Gan
- 1998–2000 La Française des Jeux
- 2001–2002 Big Mat-Auber '93